# HD 80951
HD 80951，又名CP-74 579，SAO 256599、HR 3720，是一颗恒星，视星等为5.29，位于銀經290.24，銀緯-17.59，其B1900.0坐标为赤經9h 17m 36.1s，赤緯-74° -17.59′ 21″。